# Landesklinik Hallein

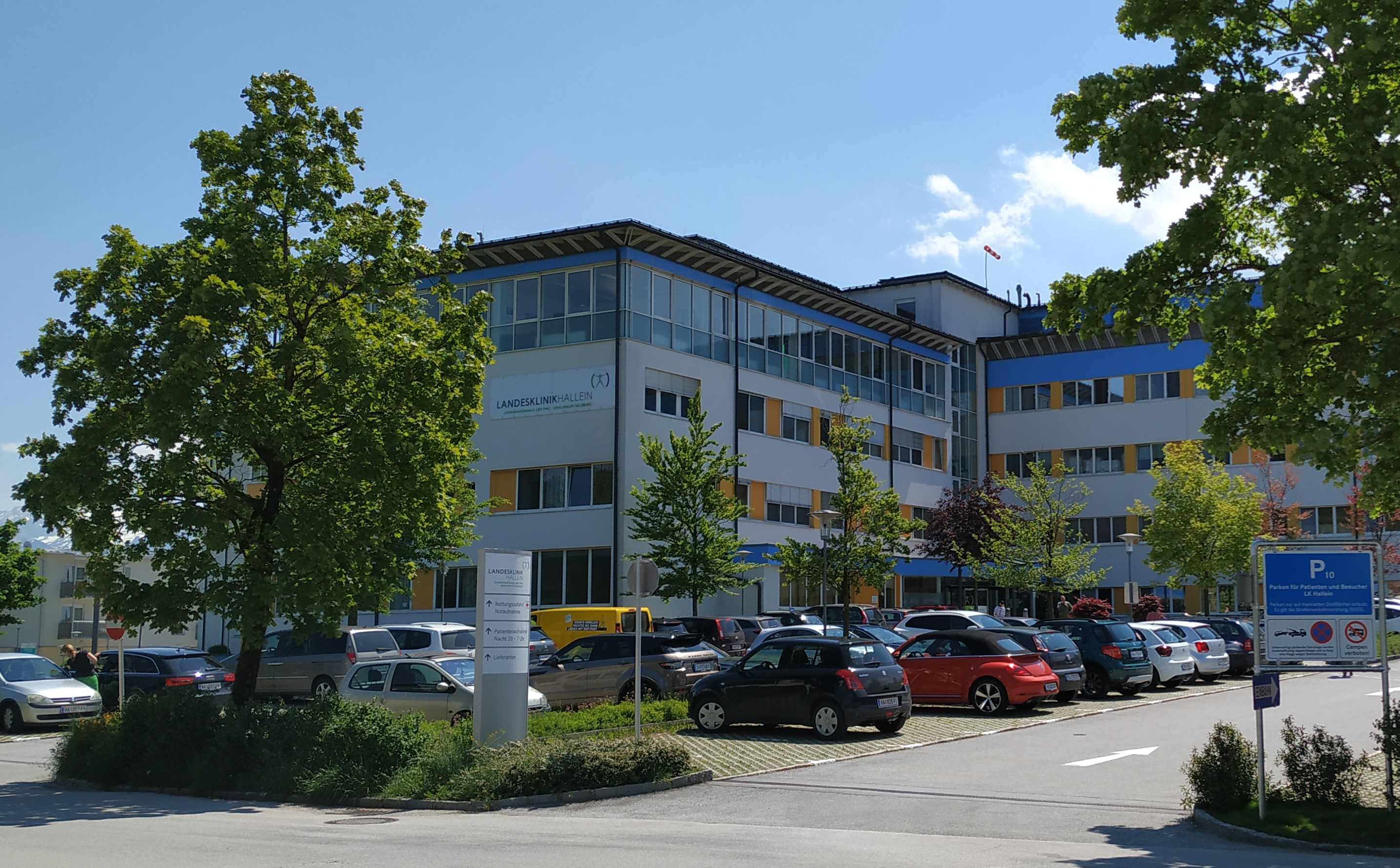
Landesklinik Hallein

Die Landesklinik Hallein ist ein Krankenhaus in der österreichischen Stadt Hallein. Sie befindet sich an der Bürgermeisterstraße 34 im Stadtteil Burgfried und ist Lehrkrankenhaus der Paracelsus Medizinischen Privatuniversität.

## Geschichte
Bereits 1386 wurde das Bruderhaus Spital durch Ulrich Samer gegründet. Diese soziale Einrichtung ging 1422 in der katholischen Bruderschaft auf. Ein staatlich angeregtes Krankenhaus kam ab 1832 auf Anregung des k.k. Salinenphysikus Franz Ferchl an der Adresse Spitalgasse 142 (heutiges Vikarhaus) zustande. Die bürgerliche Krankenanstalt für arme Dienstboten und Handwerksgesellen der k.k. Salinenstadt Hallein wurde am 1. Mai 1839 eröffnet. 1893 wurde die Einrichtung um das Haus Hallein 152 ergänzt. Ab 1907 war die Einrichtung ein öffentliches Krankenhaus.
1954 hatte das Haus rund 130 Betten. Am 13. April 1973 wurde der Neubau an der Bürgermeisterstraße 34 bezogen. Seit 2017 steht die Landesklinik Hallein im Eigentum der Salzburger Landeskliniken (SALK).

## Abteilungen und Institute
- Chirurgie – mit den Schwerpunkten Hernien und Proktologie
- Frauenheilkunde und Geburtshilfe – mit dem Schwerpunkt Geburten und einem Beckenbodenzentrum
- Innere Medizin
- Orthopädie und Traumatologie
- Anästhesie
- Radiologie[4][5]

In den Bereichen Innere Medizin, Chirurgie beziehungsweise Gynäkologie und Geburtshilfe bedient die Zentralambulanz im Sinne eines Akutspitals ausschließlich Notfälle und Patienten mit Überweisung durch eine hausärztliche oder fachärztliche Praxis.